# Tót

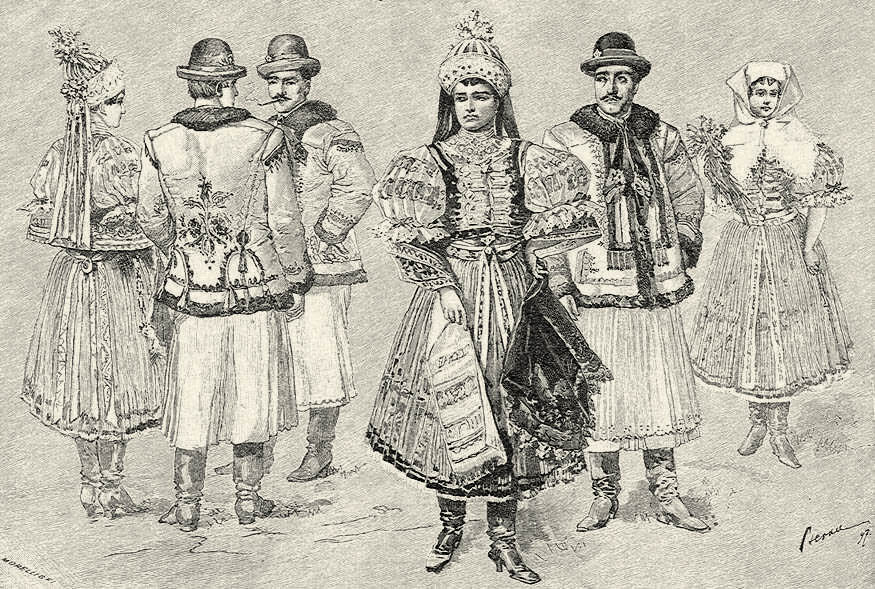
Slovaci în costume tradiționale, secolul XIX.

Tót este un etnonim atribuit de către maghiari populațiilor slave cum ar fi slovenii, slovacii și croații. Această denumire a rămas în toponimele anumitor localități din Ungaria: Tahitótfalu, Tótkomlós, Tótszentgyörgy, Tótszentmárton, Tótszerdahely, Tótújfalu, Tótvázsony, Lengyeltóti, Káptalantóti, și în toponimele maghiare ale unor localități din România: Tótfalud (Tăuți, Alba), Tótvárad (Vărădia de Mureș, Arad), Feketetót (Tăut, Bihor), Bánffytótfalu (Vale, Cluj), Kolozstótfalu (Tăuți, Cluj) etc, precum și în numele de familie Tóth. Astăzi, membrii minorității slovace din Ungaria continuă să fie desemnați astfel, în special în județul Bekes, în sud-estul țării. 

## Originea cuvântului
Cuvântul provine din numele tribului Thuat al gepizilor și al altor triburi germanice, al căror stat a existat în Bazinul Panonic între secolele al IV-lea și al V-lea. Pe vremea Imperiului Avar, gepizii s-au amestecat cu slavii care locuiau aici. Thuat este un nume de origine germanică folosit de obicei pentru teutoni, precum cuvântul german deutsch sau cel englez Dutch pentru olandezi.